# Zecchino d'Oro 1966
L'ottavo Zecchino d'Oro si è svolto a Bologna dal 18 al 20 marzo 1966.
È stato presentato da Mago Zurlì, interpretato da Cino Tortorella.
È la prima volta nella storia della rassegna che vince una canzone interpretata da più di un bambino e in cui riceve anche il punteggio pieno dalla giuria nella votazione finale.

## Brani in gara
- Extramusicale-giromagitondo (Testo: Tony Martucci/Musica: Piero Carlo Rolla, Riccardo Zappa) - Lorella Losi (4 anni e ½)  e Vincent Vella (6 anni)
- Girotondo di tutto il mondo (Testo: Franco Maresca/Musica: Paolo Gualdi, Mario Pagano) - Luciana Russo (4 anni)
- I fratelli del Far-West (Testo: Vittorio Sessa Vitali/Musica: Corrado Comolli) - Federico Frosini e Sandro Violet (entrambi 7 anni)
- Il dito in bocca (Testo: Alberto Testa/Musica: Eros Sciorilli, Nicola Aprile) - Alessandro Ferraro (3 anni e ½)  e Angiolina Gobbi (7 anni)
- Il dodicesimo (Testo: Alberto Testa/Musica: Augusto e Giordano Bruno Martelli) - Mauro della Morte (8 anni)
- Il pinguino Belisario (Testo: Franco Maresca/Musica: Mario Pagano) - Daniele Conti (7 anni)
- La bella-la-figlia del Re (Testo: Franco Maresca/Musica: Mario Pagano) - Annalisa Osto (4 anni e ½)
- L'ochetta Gelsomina (Testo: Carlo Bressan/Musica: Jacqueline Perrotin) - Roberta Soldano (5 anni)
- Orazio il cane dello spazio (Testo: Tony Martucci/Musica: Corrado Comolli) - Mario Giordano (7 anni)
- Quando è l'ora di fare la nanna (Testo: Italia Bartoli/Musica: Giannetto Wilhelm) - Renata Gastaldo (6 anni)
- Se osassi (Testo: Giorgio Calabrese/Musica: Augusto e Giordano Bruno Martelli) - Gianni Sardella (4 anni e ½)
- Sgniff e Sgnaff (Testo: Franco Maresca/Musica: Mario Pagano) - Stefania Gnagni e Angelo Terzo (entrambi 5 anni)